# 宇宙をかける少女
『宇宙をかける少女』（そらをかけるしょうじょ/SORA Kake GIRL）は、2009年にテレビ東京ほかで放送されたSFアニメ。

## 概要
人類が宇宙へ進出し、スペースコロニーで生活するようになった時代を舞台に、コロニーに住む少女・獅子堂秋葉を主人公とした物語。
サンライズ第8スタジオの制作であり、同じく第8スタジオが手がけた舞-HiMEプロジェクト3作品および『アイドルマスター XENOGLOSSIA』に起用された声優が本作品でも数多く起用されている。プロデューサーの古里尚丈にとって、本作品はサンライズ在籍時に担当した最後の作品である。

## あらすじ
人口増加、資源の枯渇、環境破壊など、地球が様々な問題を抱えた結果、人類は生活圏を宇宙空間にまで広げ、スペースコロニーへ移住することを決意。新たに軌道暦 (Orbital Era) が定められることとなった。
宇宙に無数のコロニーが浮かぶようになったO.E.311年。主人公の獅子堂秋葉は、明るく幸せな毎日を過ごしながら自分にしかできないことを探し求めていた。ある日、秋葉は突如出現した人工知能搭載型コロニーレオパルドと出会う。そして秋葉を「宇宙をかける少女」と呼ぶ謎の少女河合ほのかに促されるがまま、各地からレオパルドの修復に必要な機材を盗み出すことになる。一方、レオパルドの出現を受けて、ICPに所属する神凪いつきも動き出す。
そして物語が進むにつれて、レオパルドと敵対するネルヴァル、重犯罪人のアレイダ、獅子堂財団の謎など、様々な秘密が明らかとなっていく。

## 登場人物

### 主要人物
獅子堂秋葉（ししどう あきは）
 声 - MAKO
【誕生日：12月7日 / 年齢：17 / 血液型：O / 身長：162cm / 体重：47kg / スリーサイズ：B83 W58 H84 / 嫌いなもの：トマト】
本作の主人公。獅子堂5姉妹の三女。カークウッド六号島私立スール学園2年C組。性格は明るく前向きだが、既に各々の立場を見出す姉妹に対し、自分だけ何もないまま日々を過ごしていることに少なからずコンプレックスを抱いており、自分にしかできないことを追い求めている。ある日、長姉・風音から政略結婚を強要され、妹子と共に衝動的に家を飛び出してしまう。その際に成り行きでレオパルドと出会い、半ば強引にレオパルドの修復に協力させられることになる。ほのかや神楽など、一部の登場人物から「宇宙をかける少女」と呼ばれる（ほのかからは「クィーン」とも呼ばれる）。
獅子堂妹子（ししどう いもこ）
声 - 野中藍
【誕生日：? / 年齢：10(?) / 血液型：? / 身長：160cm（メイドロボ） / 体重：? / スリーサイズ：B82 W56 H85（メイドロボ） / 夢：乗り物の運転】
秋葉の世話役のナビ人で、秋葉からはイモちゃんと呼ばれる。感情は豊かで、仕草も生き生きとしている。普段は温和だが怒らせると怖く、特にレオパルドから「煮っ転がし」と呼ばれた時には彼に容赦ない毒舌を浴びせた。少女アンドロイド型の頭部に収まっていることもあるが、本人曰く「素のままでいる方が動きやすい」らしい。
神凪いつき（かんなぎ いつき）
声 - 遠藤綾
【誕生日：2月7日 / 年齢：17 / 血液型：A / 身長：165cm / 体重：49kg / スリーサイズ：B88 W59 H90 / 趣味：フェンシング】
ICPの特殊怪奇事例専従捜査課（通称：怪奇課）に所属する捜査官。階級は巡査。QTアームズ「ARC-II-JI」に搭乗する。曲がったことが許せない性格だが、生真面目ゆえに融通が利かずに空回りしてしまうこともある。レオパルドの出現以降、レオパルドと関係を持っている疑いがある秋葉を探っていたが、上層部の思惑によって怪奇課は捜査から外されてしまう。そこで上層部の目を欺きつつ捜査を継続するため、上司であるニーナの手回しで自身の死を偽装し、「下山むつみ」の偽名で秋葉のクラスに転入する。
生まれは地球で、父親はカークウッド地球領事館の公務員。しかし、いつきが5歳の時、両親はテラ・アブダクションに巻き込まれて行方不明となった。以降、両親を探し続けている。彼女が持ち歩いているカバンの中には、幽霊に対抗するために使う結界製造機や霊水噴射機、さらには3着以上の水着などが詰まっており、妹子に「そのカバンの方が怪奇です！」と突っ込まれたこともある。
河合ほのか（かわい ほのか）
声 - 牧野由依
【誕生日：? / 年齢：16 / 血液型：? / 身長：152cm / 体重：41kg / スリーサイズ：B72 W52 H70】
コロニー内の箱の中から目覚めた少女。冷静沈着で口数が少なく、必要最低限のことしか話さないが、根は激情家。口癖は困ったときに言う「なして？」。強力なEX-QTの使い手で、QTアームズ「ウィガール」に搭乗する。秋葉を「宇宙をかける少女」「クィーン」と呼び、生徒会やICPなどから護衛するため、同じクラスに転入してくる。
その正体は50年前のネルヴァル事変で活躍した生体兵器・イグジステンズの一体。そのためか、50年間外見が全く変わっていない。
レオパルド
声 - 福山潤
【全長：15km / 直径：3.5km （以上、コロニーとしてのサイズ）/ 趣味：ネットサーフィン】
コロニー内に設置された人工知能で、自称「紅茶マイスター」。ほのかからは「キング」と呼ばれる。性格は尊大で、プライドが少しでも傷つくと自暴自棄に陥る。また口が悪い。加えて自らに危険が及んだ際に共に行動していた秋葉たちを放って自分だけ逃げる不義理な一面もある。
その正体は50年前にネルヴァルが人類に反旗を翻したときに唯一人類の味方をしたブレインコロニー。神楽を「クィーン」として活躍し、ネルヴァルを追い詰めたが、レオパルドを危険視したフォンによってICPに引き渡され、パーツの大半を武装解除させられてしまう。その後、神楽の後任として秋葉を選び、秋葉を使って「自己実現」（武装解除させられたパーツの回収）を目指す。
物語終盤でパーツを全て回収することに成功するが、その影響で50年前のミラーの妖刀の力で「プリンス・オブ・ダークネス」へと変貌してしまう。最終的には秋葉の蹴りによって正気を取り戻し、体内から「プリンス・オブ・ダークネス」の人格を弾き飛ばす。そして人型ネルヴァルに転送された「プリンス・オブ・ダークネス」を反物質砲によって消滅させた。

### 獅子堂家
獅子堂風音（ししどう かざね）
声 - 田村ゆかり
【誕生日：2月17日 / 年齢：22 / 血液型：A / 身長：166cm / 体重：51kg / スリーサイズ：B90 W62 H92 / 好きなもの：株】
長女。両親の死後、獅子堂財団総帥に就任した。姉妹の中では母親的存在で、レオパルドのパーツを集める秋葉を陰に陽にサポートする。短気な性格で、売られた喧嘩は買う主義。腰にマウントした大口径のビームバズーカを操り、自ら戦うこともある。
獅子堂高嶺（ししどう たかね）
声 - ゆかな
【誕生日：8月3日 / 年齢：20 / 血液型：B / 身長：174cm / 体重：53kg / スリーサイズ：B91 W59 H90】
次女。冷静沈着で理知的。QTアームズ「RAVANA」を所有しており、剣術を駆使して戦闘も行う。
妹の桜と共に月に住み、ネルヴァリストについて調べていたが、作中でネルヴァルに捕らわれ、本人の気づかぬうちにネルヴァルに洗脳されてしまう。その後、ベンケイが発した「ネルヴァル・エクスクルーシブ・コントロール」によって操られ、秋葉たちと敵対する。
ネルヴァルのカークウッド制圧後は彼のボディーガードにされていたが、独断行動に出たナミを連れ戻そうとした際に偶然にも洗脳が解け、秋葉たちに合流する。
獅子堂ナミ（ししどう ナミ）
声 - 南里侑香
【誕生日：7月30日 / 年齢：14 / 血液型：AB / 身長：157cm / 体重：43kg / スリーサイズ：B78 W53 H76 / 好きなもの：フーセンガム、甘いもの全般】
四女。トップモデルだったが、後輩からブログ荒らしなどの嫌がらせに遭って休業し、現在はモデル時代の栄光にしがみついたまま引きこもり生活を送っている。
姉から理解を得られず、秋葉への嫉妬も重なって絶望しているところを付け込まれ、アレイダから「宇宙をかける少女」の力を授けられ、秋葉と敵対する。しかし、話が進むにつれてネルヴァルやアレイダと自分の思惑が違うことに気づき、独自に行動を始める。
独自行動中に秋葉と再会するが、秋葉が放った黄金銃により傷を負い、秋葉を激しく憎悪するようになる。その後は世界の破滅を目論み、突如として自分の前に現れたプリンス・オブ・ダークネス（レオパルド）と手を組むが、最終的に神楽との交戦で「宇宙をかける少女」の力を失う。
神楽からは「誰かに依存しなければ生きられない」性格であると指摘されている。物語後も獅子堂家から離れたまま、1人でモデルに復帰することを目指してアルバイトに精を出していることがドラマCDで語られている。
獅子堂桜（ししどう さくら）
声 - 斎藤桃子
【誕生日：5月22日 / 年齢：12 / 血液型：AB / 身長：149cm / 体重：39kg / スリーサイズ：B69 W49 H65 / 好きなもの：メカ】
五女。12歳にして博士号を取得した天才。無邪気かつ舌足らずで、擬音を織り交ぜた独特の喋り方をする。その内容は、風音・高嶺・秋葉以外は理解することができない。
高嶺を手伝うため月に住んでおり、ネルヴァルのボディを修復するためネルヴァリストに誘拐されるが、秋葉たちによって救出される。その後は秋葉たちと行動を共にし、レオパルドのパーツ開発・装備に携わる。
獅子堂神楽（ししどう かぐら）
声 - 中原麻衣
秋葉が夢の中で出会った謎の女性。謎めいた言い回しで秋葉を翻弄する。ほのかと同様に秋葉を「宇宙をかける少女」と呼んでいる。
獅子堂姉妹の先祖にあたる人物で、50年前にほのかやレオパルド、矢蔵たちと共にネルヴァルと戦った。現在は行方不明とされているが、実際にはネルヴァルの洗脳でアレイダにされており、終盤で洗脳が解けて秋葉たちに合流する。今でも美人な女性に見えるが、50年たっても外見が全く変わっていない。
矢蔵（やぞう）/ 賀統（がとう）/ 封摩（ふうま）
声 - 酒井敬幸（矢蔵）/ 宮下栄治（賀統）
獅子堂家の長老。封摩は常に人形を抱えており、この中には神楽のナビ人「守姫」が入っている。
50年前、神楽やレオパルドと共にネルヴァルと戦った人々で、その時は戦闘前に封摩が戦いを占い、守姫がその占いの内容を語るのが習慣化していた。戦後は、神楽が残したとされる遺産「聖地えにぐま」を探すため、獅子堂本家の下に情報システムを作った。封摩だけは50年たっても外見が全く変わっておらず、無口で常に目を閉じたままである。
ゆぴたん
声 - 市来光弘
50年前に人類と交流していた異星人。神楽に「プロキシマの冠」と「えにぐま」を守って欲しいと頼まれ、プロキシマの冠を木星に隠した後、獅子堂家で暮らしていた。桜がかぶっている帽子の正体。

### ICP
ニーナ・ストラトスキー
声 - 進藤尚美
怪奇課の課長で、いつきやウルの上司。
髪はぼさぼさな上、男めいた口調で話すなど女性らしさをあまり感じさせず、つかみどころのない性格だが、かなりの切れ者。エル・スールとはカークウッド大学時代、ライバル関係にあった。エルの弟エミリオとも旧知の仲。
ソルジャーウル
声 - 黒田崇矢
怪奇課に所属する戦闘型ナビ人で、通称「ウル」。いつきの上司であり、パートナーでもある。本来の大きさは普通のナビ人と変わらないが、普段から戦闘用メカに搭乗している。
ハードボイルドなクールガイで、いつき曰く「男の中の男」。好物はミルク。
ミンタオ
声 - 小清水亜美
中央公安部所属のエリート捜査官でQTアームズ「ミンタイガー」に搭乗する。捜査官としての任務の際はQテクターの紫と白のハイレグレオタードの特殊スーツを着用して活動している。ブーゲンビリアの親友で同僚でリーダー。ブーゲンビリアとコンビを組んで活動している。ブーゲンビリアと対照的に額を見せた大きなツインテールが特徴。当初はブーゲンビリアと共にホッケーマスクを被る謎の刺客のイメージが強かった。プライドが高くクールでやや大人びた性格だが、その一方で頭の弱い面もある。相方のブーゲンビリアのことを「ブー」と呼ぶ。特殊怪奇事例専従捜査課所属の神凪いつきとは捜査官の関係でブーゲンビリアと共に知り合い。
上層部の命でいつき暗殺を試みるも、偽装工作に遭って失敗に終わり、いつきのライセンス復帰と引き換えに交通管理課に左遷される。その後、ニーナに買収され、彼女の下で働くことになる。
第二次ネルヴァル事変後、いつきとブーゲンビリアと共に刑事課に配属される。
ブーゲンビリア
声 - 菊地美香
中央公安部所属のエリート捜査官でQTアームズ「ブーゲリアン」に搭乗する。捜査官としての任務の際はQテクターの黄と白のハイレグレオタードの特殊スーツを着用して活動している。ミンタオの親友で同僚。ミンタオとコンビを組んで活動している。ミンタオと対照的に前髪で額を隠した細長いツインテールが特徴。当初はミンタオと共にホッケーマスクを被る謎の刺客のイメージが強かった。子供っぽい性格で、ミンタオと共に腰巾着的存在。何か困るとすぐにリーダーのミンタオの意見を仰ぎ、ミンタオと共に頭の弱い面もある。相方のミンタオのことを「ミンちゃん」と呼ぶ。特殊怪奇事例専従捜査課所属の神凪いつきとは捜査官の関係でミンタオと共に知り合い。
上層部の命でいつき暗殺を試みるも、偽装工作に遭って失敗に終わり、いつきのライセンス復帰と引き換えに交通管理課に左遷される。その後、ニーナに買収され、彼女の下で働くことになる。第二次ネルヴァル事変後は功績を称えられ、いつきとミンタオと共に刑事課に配属される。
エリカ / リリー
声 - 矢作紗友里 / 喜多村英梨
交通管理課の職員で、幼馴染同士でコンビを組んで活動している。キャラが被っているという理由でミンタオとブーゲンビリアを敵視している。
第二次ネルヴァル事変後は退職し、獅子堂警備保障の総務部に就職した。
宇野（うの） / 土井（どい） / 鳥巣（とりす）
声 - 宮下栄治（宇野）、酒井敬幸（土井）、中博史（鳥巣）
幹部。ミンタオとブーゲンビリアの上司。嫌味な3人組で自分たちのことしか考えておらず、部下のミンタオとブーゲンビリアにも嫌われている。なお名前の由来は、スペイン語の1（ウノ）、2（ドス）、3（トレス）から。

### スール学園生徒・関係者
フリオ・スール
声 - 下野紘
【誕生日：11月16日 / 年齢：17 / 血液型：A / 身長：166cm / 体重：53kg】
スール家の次男で、秋葉の幼馴染。頭が良く面倒見も良いので慕われている。趣味は読書とメカいじり。
エル・スール
声 - 木村亜希子
【誕生日：8月24日 / 年齢：22 / 血液型：A / 身長：164cm / 体重：49kg / スリーサイズ：B84 W58 H85】
スール家の長女で、スール学園の理事長。
風音とは親友。またニーナはカークウッド大学の同窓生であり、大学時代にはライバル関係にあった。
エミリオ・スール
声 - 石田彰
【誕生日：4月22日 / 年齢：20 / 血液型：AB / 身長：178cm / 体重：66kg】
スール家の長男。スール学園の教師で、学園では秋葉のクラス担任をしている。風音の前で格好いい部分を見せたがる一面がある。
大倉ネネコ（おおくら ネネコ）
声 - COON
【誕生日：8月28日 / 年齢：16 / 血液型：B / 身長：155cm / 体重：45kg / スリーサイズ：B77 W54 H80】
秋葉の後輩。クイズ研究会所属。学校が好きで、何かと催し物を開こうとする。
真宮寺時雨（しんぐうじ しぐれ）
声 - 小野大輔
【誕生日：12月9日 / 年齢：18 / 血液型：O / 身長：175cm / 体重：62kg】
スール学園生徒会会長。飄々とした青年。いつきが学園に潜入していることも把握しているが、黙認の立場を取っている。いつきと同じく地球孤児である。
昴白夜（すばる びゃくや）
声 - 鹿野優以
【誕生日：6月23日 / 年齢：18 / 血液型：A / 身長：164cm / 体重：48kg / スリーサイズ：B86 W60 H87】
スール学園生徒会副会長。
御鏡晶（みかがみ あきら）
声 - 木村亜希子
【年齢：18 / 身長：157cm / 体重：46kg】
スール学園生徒会書記。
実はナビ人で、普段はアンドロイド型の頭部に収まっている。
ユーリ・サハロフ
【年齢：18 / 身長：177cm / 体重：70kg】
スール学園生徒会役員。
マドカ　
声 - 高橋美佳子
ナミのモデル時代の後輩で、ナミの引退後にはそのポジションを引き継ぐ。その本質は口の悪い罵倒娘で、ナミのブログを荒らした張本人。ネルヴァルがカークウッドを制圧した際に、負け惜しみしながらもナミに罵倒しつつ彼女の逆鱗に触れ、強制的に箱に入れられる。
みっちゃん / さっちゃん
声 - 巽悠衣子 / 矢作紗友里
ナミのモデル時代の後輩で、マドカの仲間。

### ネルヴァリスト
ネルヴァル
声 - 銀河万丈
本作の黒幕。半世紀前に獅子堂財団の主導の下で試験的に開発・建造された世界初のブレインコロニー。レオパルドにとっては父親に当たり、ネルヴァルもレオパルドのことを寵愛していた。
コロニーの人口が100万人を越えた頃、他のブレインコロニーと手を組んで人類に反旗を翻し、外部との通信を遮断して内部の住民を洗脳する行動に出るが、当時の獅子堂評議会とレオパルドによって討伐され、ボディを失う。その後、自らを信奉するブレインコロニーや人間を「ネルヴァリスト」として集め、人類から記憶と意思を奪って人類を支配する「リスナー計画」を推進する。なお、人間と接触するときには青目金髪の人型になる。
ところが、ナミやつつじなどの行動を通じて人類を支配するのは不可能と判断し、自ら改心して獅子堂評議会に投降する。その際にレオパルドが「プリンス・オブ・ダークネス」に取り憑かれ、レオパルドを救うために秋葉たちの仲間になり、秋葉たちに協力。
最終的にはレオパルドが追い出した「プリンス・オブ・ダークネス」を自身のコロニーに閉じ込め、レオパルドの反物質砲を受けて再びボディを失った。
アレイダ
声 - 中原麻衣
ネルヴァリストの中心人物であるEX-QTで、ネルヴァリストから「教母様」と呼ばれる。銀色の装甲服を全身に纏い、圧倒的な身体能力と、肘の突起から生成するタキオンソードを武器に戦う。心に蟠りを抱える人間をネルヴァリストへと勧誘する役割を担う。彼女が現れる先々でテラ・アブダクションが発生していることから、殺人、誘拐など数々の容疑で指名手配されている重犯罪人。
その正体は獅子堂神楽であり、終盤でネルヴァルにかけられた洗脳が解け、獅子堂財団側に復帰する。
クサンチッペ
声 - 田中理恵
ネルヴァルに仕えるブレインコロニーの1体。紫色のブレインコロニーで性別は女。高飛車な性格で、レオパルド曰く「陰険な女」。趣味は歌を歌うことだが音痴。
ベンケイ
声 - 内田直哉
ネルヴァルに仕えるブレインコロニーの1体。逆さまのおにぎりの形をした白いブレインコロニーで性別は男。かつてはボナパルトと名乗っていた。また、50年前は緑色で、レオパルドと同じ形をしていた。
ネルヴァルの寵愛を受けるレオパルドを50年前から羨ましく思っており、レオパルドをライバル視して彼のミラーを奪おうと目論む。一時は奪取に成功したが、後にレオパルドに敗れて取り戻される。
性格は優柔不断。途中からつつじをパートナーに迎えるが、つつじの鋭い態度に押され気味である。趣味は鏡を集めること。
馬場つつじ（ばば つつじ）
声 - 沢城みゆき
スール学園生徒会役員。
学校や生徒会では影が薄い存在で、それに不満を募らせている時にアレイダの誘いを受けてネルヴァリストに転身。ベンケイのパートナーとなるが、彼を利用することもある。私服姿を見せることがあるが、虎縞ビキニを着用していることが多い。
自分が遭った不幸な出来事を全て「運命」に押し付ける一面がある。
イグジステンズ
50年前、対ネルヴァル用に製造された生体兵器。9体が存在し、それぞれやよい、いぶき、きよみ、みずほ、ほのか、かほり、りんな、なぎさ、さくやと名付けられている。元は「宇宙をかける少女」のものであったが、第一次ネルヴァル事変の際にほのか以外の個体はネルヴァル側に取り込まれ、ネルヴァルのカークウッド制圧以降は「宇宙をかける少女」の力を得たナミの支配下に置かれる。
竜宮院 / 鰐淵 / 亀岡
声 - 中博史（竜宮院）、宮下栄治（鰐淵）、酒井敬幸（亀岡）
第一次ネルヴァル事変後、リスナー計画に対する準備を進めてきたネルヴァリスト。

### その他の登場人物
ミスタークロオビ
声 - 小野大輔
桜が見つけて修復した、第4世代型自立歩行ロボ。格闘術と高性能シールドを駆使した高い戦闘力を誇る。
初対面の人物に手を差し伸べ、「友達になりましょう」と語りかけてくる。対象者がこれを無視した場合、問答無用で攻撃を仕掛けてくるが、対象者がクロオビに手を差し伸べた場合には友達と認識され、攻撃を行わない。友達になった際には「ごっつあんです」と言うのがお決まり。友達と認識した場合、その対象が誰であれ攻撃を行わなくなるのが弱点で、実際に作中ではベンケイを「友達」と認識し、以後彼には攻撃をしなかった。
ハコちゃん
声 - 松来未祐
ネルヴァリストの元から亡命してきた、文字通りの「箱入り娘」。名前は秋葉によってつけられた。外見は灰色の直方体であり、前面部がディスプレイとなっていて、そこに文章や顔文字を表示して他人と意思疎通を行う。真の全容は不明。
ネルヴァルの部品として自分の意思や記憶を奪われた存在で、「エニグマ」の情報を握っている。秋葉たちとの交流を経て一時は箱から出ようと考えるも、アレイダに再び連れて行かれてしまう。その後クサンチッペの内部で偶然にも秋葉と再会するも、既に自我は完全に失われていた。その後、秋葉の前に再び現れることはなかった。
フリードリッヒ・オットー・ノーブルマイン
声 - 福山潤
通称「フォン」。獅子堂島に住んでいる老人。
その正体は、かつて神楽やほのからと共にネルヴァルと戦った科学者で、ブレインコロニーおよびイグジステンズの開発者。しかし、現在は同志の中で一人だけ逃亡している身であり、そのためにほのかから「裏切り者」呼ばわりされている。
初音ミク＆鏡音リン・レン
TV放送の最終回ラストシーンにて、現ピアプロキャラクターズの初音ミクが登場。ピクチャードラマ2話ではいつきが初音ミクの扮装をしている場面が収録され、ピクチャードラマ5話でミクと鏡音リン・レンが登場する。
作品外ではDVD/BDのテレビCMのナレーションにも初音ミクが「CV：藤田咲 feat.初音ミク」名義で出演し、ED主題歌の鼻歌を歌ったり、番組への応援メッセージを寄せた（CMには藤田咲が演じた声を初音ミク風に加工したものを使用）。番組枠内放送している、初音ミク関連商品を含むグッドスマイルカンパニーのテレビCMにも初音ミクの楽曲が使用されている。

## 作中用語
オービタル・ユニオン（軌道連合）
ウーレ人民共和圏（中国、インド）、ライエ合衆圏（南北アメリカ）、ダリバール共同圏（EU、東欧、ロシア）、エレンバーグ連合圏（イスラエル、中東、アフリカ）、カークウッド共栄圏（日本、アジア諸国、オーストラリア）の5つのコロニー国家を纏める組織、軌道暦101年に起こった日照権を巡るライエ合衆圏とウーレ人民共和圏による戦争を終結させる目的で設立される。通称「OU」。
ICP（インター・コロニー・ポリス）
一度開戦すると多大な被害を出す、コロニー国家同士の戦争を回避するため、オービタル・ユニオンに属する国家群が軍事を廃棄し、各コロニーの治安を維持するために設立された。中央公安部、交通管理課、特殊怪奇事例専従捜査課などが存在する。
特殊怪奇事例専従捜査課
通称「怪奇課」。ICPのディビジョン5。ニーナ・ストラトスキーが課長を務める。所属員は神凪いつき、ソルジャーウル。
獅子堂財団
カークウッド共栄圏を拠点とする人類史上最大最強の大企業。素粒子工学技術を実用化し、スペースコロニーの開発に成功。これによって人類は宇宙に進出することが可能となり、その功績から莫大な富と権力を手に入れ、OUやICPに大きな影響力を持つ。現在は獅子堂風音が総帥を務めている。
ナビ人
人間をお世話などをするメイドナビと呼ばれるサイボーグ。サイボーグではあるが人と同じように感情や個性があり、社会的地位や人権を持っている。
QT（クォンタム・テレシス）
QTアームズを起動させるのに必要な能力。人間とサイボーグであるナビ人に備えられているものではあるが、誰もがQT能力を持っているわけではない。QT能力を持っている者は行政機関に届出を出さなければならない。また、QT能力を増幅させる機器を搭載した乗り物（QTアームズなど）の製造は禁じられている。
EX-QT
QTの能力が高く物理干渉を起こせるほどの能力を有する者の総称。ほのか、高嶺、アレイダが該当する。
軌道喫茶えにぐま
宇宙のどこかにあるアンティークなジャズ喫茶。50年前、ネルヴァルに抗した神楽たち獅子堂委員会の前身は、ここをたまり場にしていた。
秋葉は夢を介してここで神楽たちと出会い、決戦に赴く彼女から後事を託される。また、神楽はその際に一枚のメモを書き上げ、店のカウンターへと貼り付けて遺した。50年前の大戦後、えにぐまはネルヴァルのカテドラル・ヴェンティスカに移されたが、ナミに燃やされて廃墟と化した。
ワープ（ジャンプ）
ブレインコロニーたちが宇宙で長距離の旅を縮めるための空間移動法。
ブルーバードモール・ステーション
商業施設が数多く並ぶ宇宙ステーション。カークウッドから脱出した人々の一部が避難している。
フルカウルの箱
見た目は黒いロッカーのようなもの。中には端末があって何でもできるが、それゆえに長い間入っていると箱に依存し続け、やがて自分自身を見失った「箱人間」になる。
赤い箱
箱人間の遺体の一部を再利用して作られたもの。これを被せた者を洗脳することができる。
獅子堂島
地球にあるフォンの秘密基地。ほのかを含めるイグジステンズはここで製造された。また、フォンはここでQT-ROSEなどの対ネルヴァル用兵器を研究していた。
後に「プリンス・オブ・ダークネス」（レオパルド）の反物質砲により消滅する。

## 登場兵器・技術

### QTアームズ
Quantum Technology Advanced Reinforced Maneuvering Shroud （先進量子技術型強化機動軽鎧）の略称。搭乗者の意思を読み取り稼動する一種の戦闘用多目的パワードスーツ。飛行形態と多脚の走行形態の2形態を持つ機体や分離、変形機構を持った機体などがある。
スターシルフ (STAR SYLPH)
【全長6.65m / 全幅6.27m / 全高5.52m / 重量7.9t / 4脚型 / パイロット:獅子堂秋葉】
レオパルドが秋葉に貸し与えた、赤いQTアームズ。最終話までで分かっている能力は、フォン博士曰く大戦中の仕様なのでQT増幅器のリミッターを解除することができる。つまり、パイロットのQT（思いの力）無限大に増幅させることが可能になる。
ウィガール (WYGAR)
【全長4.82m / 全幅3.18m / 全高6.85m / 重量5.93t / 4脚型 / パイロット:河合ほのか】
スターシルフと共にレオパルド内に保管されていたQTアームズ。弓状の遠隔武装を持つ。
ARC-II-JI （アークツージェイワン）
【全長5.32m / 全幅5.74m / 全高5.11m / 重量7.81t / 3脚型 / パイロット:神凪いつき】
ICP特殊怪奇事例専従捜査課所属。ICPが開発した実験段階の機体で、近・中・遠距離に対応できる武装を持つ。
ARC-III[BOUMINDA]（アークスリー[ブーミンダー]）
【全長4.58m / 全幅3.53m / 全高1.76m / 重量8.20t / 2脚型 / パイロット:ブーゲンビリア、ミンタオ】
ICP中央公安部所属。2つのコックピットを有し、二機に分離する。
ARC-III-A[BOUGAILIAN] （アークスリーエー[ブーゲリアン]）
【全長：2.82m / 全幅：2.38m / 全高：1.65m / 重量：3.28t / パイロット：ブーゲンビリア】
拳撃戦闘型。
ARC-III-B[MINTIGER] （アークスリービー[ミンタイガー]）
【全長：3.87m / 全幅：2.81m / 全高：2.02m / 重量：4.92t / パイロット：ミンタオ】
蹴撃戦闘型。
ラーヴァナ (RAVANA)
【全長5.6m / 全幅3.75m / 全高3.55m / 重量9.37t / 1脚型 / パイロット:獅子堂高嶺】
高嶺が操る機体。笛のようなもので呼ぶことができ、高嶺の武器である太刀・「日輪」と「弧月」が収納されている。現状確認されている他のQTアームズと異なり、搭乗というよりは騎乗に近い操縦系統を持つ。
プリマヴェーラ
ナミがアレイダから授けられた錫杖型のQTアームズ。専用Qテクターの装着、大気圏・真空での飛行機能のほか、人間に対してネルヴァリストの焼印を付けることが可能。

### その他の登場兵器・技術
Qテクター
Quantum Transducing Environment Crosslink Terrain Operational Reinforcer（量子変換式多環境対応型強化装備）の略称。いわゆるパワードスーツで、QT能力者の力を増幅し装着者の意識に応じた直観的な動作が可能となり、真空中でも活動できる。種類によってはステルス機能などの様々な機能が使用できる。ICP捜査官専用のQテクターは秋葉たちが着用しているものとは違い、QTの増幅効果に上限が設定されている。そのQテクターはハイレグレオタードで使用者はいつき、ミンタオ、ブーゲンビリアの3人。
ブレインコロニー
人工知能を搭載し、それによって制御されている居住用コロニーの総称。現在は製造そのものが禁止されている。
レオパルドコロニー
頭脳体として人工知能“レオパルド”を搭載するコロニー。内部にはかつての欧州に近い建築様式の居住区も存在し、路面電車によって内部交通が成立している。コロニー本体そのものを砲身とした反物質砲「ソウルシャウツ」や高度なステルス機能を装備している。しかし、第12話の最後にてレオパルドコロニーはベンケイコロニーを道連れに地球の大気圏を突入。地表に落下したと思われるが、実際には緊急離脱によって木星へジャンプする。
カテドラル・ヴェンティスカ (Catedral Ventisca)
頭脳体として人工知能 “ネルヴァル”を搭載するコロニー。内部には現代東京に近いビルや東京タワーが存在し、宙に島も多数浮かんでいる。コロニー本体そのものは水気の無い宇宙の中に巨大な氷を作り出せる製氷装置である。しかし、第25話で“プリンス・オブ・ダークネス”として目覚めたレオパルドから発射された反物質砲により、甚大なダメージを受ける。
ボアシップ (Beyond Orbit Azonal Runabout SHIP)
レオパルドコロニー内にあった小型宇宙艇。QTアームズの輸送艦としての機能を持つ。操縦は主にミスタークロオビが担当。艦長席には桜が座っている。
パイドパイパー
ネルヴァルが造った軌道エレベータ兼、箱人間の製造工場。
クサンチッペがレオパルドのボアシップを追撃した際、巻き込まれて破壊される。
プロキシマの冠 (Crown of Proxima)
50年前は地球人と異星人が共に造り上げた木星での商業コロニー。ネルヴァルとの戦いの間、反乱軍（獅子堂評議会）の拠点にもされた。
「軌道喫茶えにぐま」も50年前はプロキシマの冠の中にあった。
プロキシマの冠の外には「七つの太陽」 (The Seven Suns) というソーラーエネルギー発生装置があり、プロキシマの冠のエネルギー補充をしている。
QT-ROSE （キューティー・ローズ）
緑色の光を放ち、イグジステンズによる思考干渉を防ぐことができる巨大な花。個人用の小さいバージョンもある。
剣・冠・華
50年前レオパルドから外された三つのパーツ。剣は「ミラー」、冠は「プロキシマの冠」、華は「QT-ROSE」。QT-ROSEはプロキシマの冠の中に植えてある。三枚のミラーは高エネルギーで包まれ鋭い剣と化すことができる。またミラーから電磁ビームを発射することができる。しかしミラーにもまたレオパルドの「プリンス・オブ・ダークネス」人格が潜んでいる。

## スタッフ
- 原作 - 矢立肇
- 監督 - 小原正和
- シリーズ構成 - 花田十輝（第1話 - 第14話）、樋口達人（第9話 - ）
- チーフライター - 樋口達人（第1話 - 第8話）
- 構成アドバイザー - 花田十輝（第15話 - ）
- キャラクター原案 - 芳住和之
- キャラクターデザイン - 椛島洋介
- メカデザイン - 宮武一貴、阿久津潤一、神宮司訓之、大河広行
- セットデザイン - 青木智由紀
- 美術監督 - 徳田俊之
- 色彩設計 - 横山さよ子
- 撮影監督 - 大石英勝
- 編集 - 関一彦
- 音響監督 - 鶴岡陽太
- 音楽 - 須藤賢一、菊谷知樹、Team SORAKAKE'70 with JAM Project
- プロデューサー - 古里尚丈、上山公一
- 企画・制作 - サンライズ
- 製作 - サンライズ、バンダイビジュアル

## 主題歌

### オープニングテーマ
「裸々イヴ新世紀」（第2話 - 第8話、第10話 - 第14話）
作詞 - 宝野アリカ / 作曲・編曲 - 片倉三起也 / 歌 - ALI PROJECT
「Miracle Fly」（第15話 - 第25話）
作詞・歌 - 栗林みな実 / 作曲・編曲 - 菊田大介

### エンディングテーマ
「宇宙は少女のともだちさっ」（第1話 - 第8話、第10話 - 第15話）
作詞 - 畑亜貴 / 作曲 - 山口朗彦 / 編曲 - 大久保薫 / 歌 - 獅子堂秋葉（MAKO）、神凪いつき（遠藤綾）、河合ほのか（牧野由依）
「騎士乙女」（第9話）
作詞 - 宝野アリカ / 作曲・編曲 - 片倉三起也 / 歌 - ALI PROJECT
「espacio」（第16話 - 第25話）
作詞・歌 - Ceui / 作曲 - 小高光太郎、Ceui / 編曲 - 小高光太郎

## 各話リスト
| 話数 | サブタイトル           | 脚本                     | 絵コンテ        | 演出       | 作画監督                                                             | 放送日        |
| ---- | ---------------------- | ------------------------ | --------------- | ---------- | -------------------------------------------------------------------- | ------------- |
| 1    | 孤高の魂               | 花田十輝                 | 小原正和        | 仕舞屋鉄   | 椛島洋介                                                             | 2009年 1月5日 |
| 2    | 異界からの使者         | 花田十輝                 | 竹内浩志        | 竹内浩志   | 竹内浩志（キャラクター） 大塚健（メカ）                              | 1月12日       |
| 3    | 黄金のソウルシャウツ   | 花田十輝                 | 倉田綾子        | 倉田綾子   | 稲吉智重                                                             | 1月19日       |
| 4    | まつろはぬ者達         | 花田十輝                 | 寺岡巌          | 京極尚彦   | 竹森由加（キャラクター） 市川敬三（メカ）                            | 1月26日       |
| 5    | 鋼鉄の乙女             | 樋口達人                 | 宅野誠起 須永司 | 宅野誠起   | 深沢謙二（キャラクター） 川原智弘（メカ）                            | 2月2日        |
| 6    | 白き黒帯               | 樋口達人                 | 寺岡巌          | 田辺泰裕   | 稲吉朝子                                                             | 2月9日        |
| 7    | 神々の闘い             | 樋口達人                 | 竹内浩志        | 竹内浩志   | 椛島洋介（キャラクター） 川原智弘（メカ）                            | 2月16日       |
| 8    | 暗闇へのいざない       | 樋口達人                 | 倉田綾子        | 倉田綾子   | 稲吉智重                                                             | 2月23日       |
| 9    | Q速∞                   | 樋口達人                 | 京極尚彦        | 京極尚彦   | 藤井智之                                                             | 3月2日        |
| 10   | 箱入りの娘             | 樋口達人                 | 須永司          | 田辺泰裕   | 竹森由加 大杉尚広                                                    | 3月9日        |
| 11   | 鏡信者たち             | 岡田邦彦 樋口達人        | 須永司          | 秋田谷典昭 | 西澤真也（キャラクター） 市川敬三（メカ）                            | 3月16日       |
| 12   | 虚ろなる巨像           | 樋口達人                 | 須永司          | 渡邊哲哉   | 椛島洋介（キャラクター） 大塚健（メカ）                              | 3月23日       |
| 13   | 棄てられた大地         | 森田繁                   | 竹内浩志        | 宅野誠起   | 竹内浩志（キャラクター） 川原智弘（メカ）                            | 3月30日       |
| 14   | 夜ひらく花             | 樋口達人                 | 京極尚彦        | 京極尚彦   | 稲吉朝子                                                             | 4月6日        |
| 15   | 魔女の騎行             | 森田繁 岡田邦彦 樋口達人 | 田辺泰裕        | 田辺泰裕   | 稲吉智重（キャラクター） 井村学（メカ）                              | 4月13日       |
| 16   | わだかまる宇宙         | 岡田邦彦 樋口達人        | 須永司          | 池野昭二   | 藤井智之                                                             | 4月20日       |
| 17   | 友達の輪               | 樋口達人                 | まついひとゆき  | 安藤正臣   | 宮前真一（キャラクター） 青山正宣（メカ）                            | 4月27日       |
| 18   | よみがえる神           | 野村祐一                 | 竹内浩志        | 竹内浩志   | 椛島洋介（キャラクター） 川原智弘（メカ）                            | 5月4日        |
| 19   | 閉じた迷宮             | 森田繁                   | 京極尚彦        | 京極尚彦   | 西澤真也（キャラクター） 市川敬三（メカ）                            | 5月11日       |
| 20   | 白銀の追跡             | 高山治郎 樋口達人        | 須永司          | 田辺泰裕   | 稲吉朝子（キャラクター） 大杉尚広（メカ）                            | 5月18日       |
| 21   | 小さな勇気             | 野村祐一                 | 笹木信作        | 上原秀明   | 稲吉智重（キャラクター） 大塚健（メカ）                              | 5月25日       |
| 22   | 冥い旅路               | 森田繁                   | まついひとゆき  | 安藤正臣   | しんぼたくろう（キャラクター） 高瀬健一（メカ） (中村プロダクション) | 6月1日        |
| 23   | 秘剣、輝く             | 樋口達人                 | 須永司          | 竹内浩志   | 小渕陽介（キャラクター） 藤井智之（メカ）                            | 6月8日        |
| 24   | 終末の呼び声           | 野村祐一                 | 京極尚彦        | 京極尚彦   | 西澤真也（キャラクター） 市川敬三（メカ）                            | 6月15日       |
| 25   | 黄昏れる神々           | 樋口達人                 | 須永司          | 田辺泰裕   | しんぼたくろう（キャラクター） 高瀬健一（メカ）                      | 6月22日       |
| 26   | あしもとに宇宙（そら） | 樋口達人                 | 小原正和        | 小原正和   | 椛島洋介（キャラクター） 川原智弘（メカ）                            | 6月29日       |

## ピクチャードラマ
DVD&Blu-ray各巻約3分収録の映像特典。全8話。特定のキャラクターにスポットを当てたピクチャードラマ。第2巻映像特典でのいつきによる初音ミクのコスプレ、第5話では現ピアプロキャラクターズより初音ミク及び鏡音リン・レンが特別出演し、それに連動して「そらかけ×初音ミク」のコラボ企画も行われた。最終第9巻の映像特典は『宇宙は少女のともだちさっ』のスペシャルエンディング。

### スタッフ（ピクチャードラマ）
- 監督 - 小原正和
- 脚本 - 樋口達人
- 絵コンテ・作画監督 - 椛島洋介
- 演出 - 田辺泰裕

### サブタイトル
| 巻数    | サブタイトル                  | スポットキャラクター    |
| ------- | ----------------------------- | ----------------------- |
| Volume1 | イモちゃんとあたし            | 獅子堂秋葉&イモちゃん   |
| Volume2 | 潜入前夜                      | 神凪いつき              |
| Volume3 | ほのかとわくわく動物図鑑      | 河合ほのか              |
| Volume4 | キモノのワケ                  | 獅子堂高嶺              |
| Volume5 | 白い糸、黒い羽                | 獅子堂ナミ              |
| Volume6 | 食にかける少女達              | ブーゲンビリア&ミンタオ |
| Volume7 | 宇宙の野蛮人                  | 馬場つつじ              |
| Volume8 | ししどうえにっき〜桜は見た!〜 | 獅子堂桜                |

## 放送局
| 放送地域   | 放送局      | 放送期間               | 放送日時           | 放送区分       | 備考             |
| ---------- | ----------- | ---------------------- | ------------------ | -------------- | ---------------- |
| 関東広域圏 | テレビ東京  | 2009年1月5日 - 6月29日 | 月曜 25:30 - 26:00 | テレビ東京系列 | 制作局           |
| 愛知県     | テレビ愛知  | 2009年1月7日 - 7月1日  | 水曜 26:28 - 26:58 | テレビ東京系列 |                  |
| 福岡県     | TVQ九州放送 | 2009年1月8日 - 7月2日  | 木曜 27:48 - 28:18 | テレビ東京系列 | ノンスポンサー   |
| 大阪府     | テレビ大阪  | 2009年1月9日 - 7月3日  | 金曜 26:35 - 27:05 | テレビ東京系列 |                  |
| 日本全域   | AT-X        | 2009年2月6日 - 7月31日 | 金曜 11:30 - 12:00 | CS放送         | リピート放送あり |

## 関連CD
発売元は全てランティス。販売元は、キャラクターソングとサウンドトラックVol.1がキングレコード、サウンドトラックVol.2とドラマCDがバンダイビジュアル。

### キャラクターソング
- 宇宙をかける少女 キャラクターソング Vol.1「YURA-YURA-DREAMER」（2009年2月25日発売）
- 宇宙をかける少女 キャラクターソング Vol.2「瑠璃色の逆光」（2009年3月11日発売）
- 宇宙をかける少女 キャラクターソング Vol.3「モロイミライキライ」（2009年3月11日発売）

### サウンドトラック
- 宇宙をかける少女 ORIGINAL SOUNDTRACK Vol.1 LEOPARD （2009年3月25日発売）
- 宇宙をかける少女 ORIGINAL SOUNDTRACK Vol.2 P.O.D （2009年6月24日発売）

### ドラマCD
- Vol.1 スターダスト☆チャイム（2009年5月27日発売）
- Vol.2 スラップ☆スティック☆コズミック（2009年7月22日発売）

### ベストアルバム
- 宇宙をかける少女 Best COLLECTION （2009年12月23日発売）

## 関連書籍
『月刊ComicREX』にて漫画『宇宙をかける少女R』が2009年3月号から2010年3月号まで、『月刊コミック電撃大王』にて漫画『宇宙をかける少女D』が連載された。
また、一迅社より本作のノベライズが発行されている。こちらはナミが獅子堂神楽の妹であるなど、設定にオリジナル要素が見られる。
- 上巻（2009年6月20日発売）ISBN 978-4758040839
- 下巻（2009年9月1日発売）ISBN 978-4-7580-4098-3

## ゲーム
宇宙をかける少女 シューティング
DSiウェアの横スクロールSTGとして配信。プレイを進めていくとイラストギャラリーを集めることも可能。2014年6月25日に配信を終了した。
スーパーロボット大戦X-Ω
iOS/Android用アプリゲーム。第3期参戦作品として、2017年6月から本作のキャラクター・メカニックが登場している。

## パチンコ
2012年1月、奥村遊機より『CR宇宙をかける少女』のリリースが発表され、同年2月から全国のパチンコ店に設置された。
- CR宇宙をかける少女QT
- CR宇宙をかける少女STW
- CR宇宙をかける少女TK

## インターネットラジオ
『宇宙をかけるラジオ』（そらをかけるラジオ）は、テレビアニメ『宇宙をかける少女』の番組関連グッズやお知らせなどを紹介するインターネットラジオ。
2008年12月25日にランティスウェブラジオおよびBEAT☆Net Radio!でプレ放送配信を行った後に本放送を開始し、2009年1月5日から同年6月29日まで配信された。毎週月曜日更新。番組のストック数回分のあり。10回採用されると、ノベルティ（/コロニー住民票）がもらえる。本人によると30枚書いたようである。
また、それと並行して2009年2月3日から同年6月30日まで『宇宙をかける少女〜ケータイコンテンツをかけるMAKO〜』が携帯端末限定で配信された。こちらは本編とは違って隔週更新であり、バックナンバーも無い。

### 主題歌（インターネットラジオ）
オープニングテーマ「Girlish my MIGHT」
作詞 - 畑亜貴 / 作曲 - 田代智一 / 編曲 - 高田暁 / 歌 - MAKO
エンディングテーマ「宇宙は少女のともだちさっ」
作詞 - 畑亜貴 / 作曲 - 山口朗彦 / 編曲 - 大久保薫 / 歌 - 獅子堂秋葉、神凪いつき、河合ほのか（MAKO、遠藤綾、牧野由依）

### コーナー
OPコーナー（指令）
スタッフやリスナーなどからMAKO（ゲストが巻き込まれるケースあり）が番組中にお題をクリアしないと、ご褒美がもらえないという過酷なもの。
秋葉の宇宙（そら）講座
リスナーが「宇宙用語」として謎の言葉を送り、パーソナリティーが勝手に解釈し解説するコーナー。
人工知能エム・エー・ケー・オー
リスナーが「あるもの」を送り、それをパーソナリティーが「あるもの」になりきり30秒（第14回からは10秒）トークするある意味無茶振りコーナー。
獅子堂ラジオ局・宣伝部
アニメおよびラジオなどの告知コーナー。
あなたのレオバル度
卑屈でへそ曲がりで、プライドの高いものをリスナーが送り、パーソナリティーが評価「レオパル度数」をつけます。3週勝ち抜くと何かもらえるとか…
ヒロインズ協力しましょ（SP回）
2つのゲーム（以下参照）をプレイし、観客の拍手で評価される。多かった場合はクリア、そこそこだったら普通、いまいちだったら失敗のゲーム。ご褒美は、宇宙食（プリン、ショートケーキ、たこ焼き）が配られた。
答えを合わせましょう
あるお題に合わせて、3人一致すればクリアのゲーム。全部で3問出題された!
宇宙かけ、あたかも小説
白紙の手作りの台本があり、3人でまわして簡単な小説を作る無茶振りのコーナー。タイトルは「レオパルド危機一髪」。
新コーナーをやっちゃいましょう（26回）
番組の最初でリスナーに募集したものの紹介できなかったものを取り上げる。
クサンチッペの歌うおねえさん
リスナー（/構成作家）が歌詞を書いておくり、パーソナリティーがそれを歌うコーナー。アドリブ力が試されちゃう!!あまりにもひどい歌詞が送られ大変苦労していた。
秋葉の桜用語辞典
獅子堂家の五女である桜の独創的な言葉をパーソナリティーが、独自に和訳する無茶振りコーナー。
宇宙までとどけこの思い
リスナー（/MAKO）が誰か（/この作品で関わったスタッフ）に届けたい手紙を書き、パーソナリティーが間接的に伝えるコーナー。

### 出演者

#### パーソナリティ
- MAKO（獅子堂秋葉 役）

#### ゲスト
- 第04回（2009年1月26日）：牧野由依（河合ほのか 役）
- 第06回（2009年2月9日）：ゆかな（獅子堂高嶺 役）
- 第SP回（2009年2月21日）：牧野由依（河合ほのか 役）・遠藤綾（神凪いつき/下山むつみ 役）[注 4]
- 第13回（2009年3月30日）：遠藤綾（神凪いつき/下山むつみ 役）
- 第14回（2009年4月6日）：ラジオ本編のゲストはなし[注 5]。
- 第15回（2009年4月13日）：椛島洋介（キャラクターデザイン）
- 第16回（2009年4月20日）：古里尚丈（サンライズ第8スタジオ所属のプロデューサー）
- 第23回（2009年6月8日）：南里侑香（獅子堂ナミ 役）

## インターネットテレビ
『宇宙かけTV WEBをかけるMAKO!』（そらかけティービーウェブをかけるマコ）は、テレビアニメ『宇宙をかける少女』に関連した商品などを紹介し、ゲームなどをして番組を最大限にPRしようというコンセプトのインターネットテレビである。パーソナリティは獅子堂秋葉役のMAKOで、毎回スール学園の制服を着て出演していた。
2009年4月24日からBEAT☆Net Radio!でプレ放送配信を行った後、同年5月8日に本放送配信を開始。隔週金曜日更新で、番組のストックが2回分ある。

### テーマソング
「YURA-YURA DREAMER」（＃00 - #10）
作詞 - 畑亜貴 / 作曲 - 田代智一 / 歌 - 獅子堂秋葉（MAKO）

### コーナー紹介
お便りコーナー
普通のお便り（ふつおた）などを紹介する。
私立スール学園クイズ研究会
秋葉がこの研究会に所属していることからできた企画。
00・01回：オープニングコーナー
ある条件が書かれたカードを引き、そのお題について制限時間（20秒間）以内にクリアしなければならない。判定するのは番組スタッフであり、なおクリアならずの時は、「レオパルドのいれたマズイお茶（センブリ茶）」が支給され飲まなければならない。
02・06回：「対決形式」
MAKOとゲストの2人がアニメやグッズなどに関するクイズをし、成績が悪かった方が罰ゲームを受けます。02回では最終問題が100P。06回はMAKOがポイントを決めるものなので最初とばしているからといって勝てるわけではない。
03回：「漢字をかける少女」
ひらがなで書かれた人物名や単語を漢字に直し、正解で1P、全3問中2人の合計が4Pあれがクリアで、3P以下は罰ゲームとして青汁濃度2倍の罰ゲームが…なお番組では、テロップが余ってしまったので最後は対決をした。
チャレンジコーナー
パーソナリティーとゲストが協力して何かを達成するコーナー。
04回：「そらで絵をかける少女」
出演者がそれぞれ絵を選んでお題の絵を記憶を頼りにスケッチブックに1分以内に描くというもの。ゲーム終了後に互いに見せ合い相手のお題を見事当てれば1P獲得でき、4問中2人合計が3P以上あればクリア、そうで無ければ罰ゲームがある。
05回：「箱の中身を当てる少女」
出演者が何かが入った箱があり、それに手を入れて箱の中身を当てるもの。制限時間は1分、3問中2問正解でクリア、2問以下の場合は罰ゲームがある。
07回：「体力勝負に挑む少女!」
ゲストと2人で体力勝負をし、3本中1本でもMAKOが勝てば、勝利できる。もしできなければ罰ゲームである。
08回：「ゼスチャーで伝える少女」
2人で協力して、ゼスチャーゲームにチャレンジし、出題者と回答者にそれぞれ分かれる。出題者は次々に出されるお題をゼスチャーのみで回答者に伝え、回答者はそれを見て答える。なおわからない場合はパスしてもよい。制限時間は1セット2分で当てることができれば1Pです。出題者と回答者を入れ替えた2セットチャレンジし、20P以上でクリアだが、それ未満の場合は罰ゲームが…
09回：「オリジナルのセリフで萌える少女」
よくあるシチュエーションだ出題され、それにあった萌えセリフを考え発表し、「萌え!」（スタッフの拍手）で判定されると1P。全3問中、2人で合計4P以上でクリア。それ未満だと罰ゲームである。
10回：「絵をかける少女」
この番組でゃおなじみの「お絵かき対決」で、制限時間1分でお題にそった絵を描き、どちらの絵が上手いかをスタッフの拍手によって判定します。なお獲得点数が多かった方が勝ち。そして負けると罰ゲームである。
商品紹介
「宇宙かけ」関連グッズなどを紹介する。

### 配信日・ゲスト
| 話数 | 配信日        | ゲスト                            | 時間     | 罰ゲーム対象者                          | 罰ゲーム                 | 備考                                           |
| ---- | ------------- | --------------------------------- | -------- | --------------------------------------- | ------------------------ | ---------------------------------------------- |
| 00   | 2009年4月24日 | -                                 | 07分07秒 | -                                       | -                        | -                                              |
| 01   | 2009年5月8日  | -                                 | 15分52秒 | MAKO                                    | センブリ茶               | -                                              |
| 02   | 2009年5月22日 | 若林悠紀（サンライズ広報担当者）  | 15分32秒 | 若林                                    | 青汁                     | -                                              |
| 03   | 2009年6月5日  | 斎藤桃子（獅子堂桜役）            | 15分41秒 | MAKO                                    | 青汁濃度2倍              | 斎藤が嫌がったのでおまけで飲んだ。             |
| 04   | 2009年6月19日 | 遠藤綾（神凪いつき/下山むつみ役） | 15分03秒 | アスキー・メディアワークスのスタッフ2名 | アロエ汁                 | コミックの宣伝でたまたまそこに居合わせたため。 |
| 05   | 2009年7月3日  | 牧野由依（河合ほのか役）          | 14分47秒 | MAKO、牧野                              | アロエ汁                 | 牧野が飲んでみたいといったため。               |
| 06   | 2009年7月17日 | 若林悠紀（サンライズ広報担当者）  | 15分17秒 | 若林                                    | 中国から取り寄せた清音丸 | [ 注 6 ]                                       |
| 07   | 2009年7月31日 | 長島☆自演乙☆雄一郎                | 15分21秒 | MAKO、長島                              | 中国から取り寄せた清音丸 | MAKOが不正勝利をしたため両者食べた。           |
| 08   | 2009年8月14日 | 牧野由依（河合ほのか役）          | 15分31秒 | なし                                    | 青汁Z                    | [ 注 7 ]                                       |
| 09   | 2009年8月28日 | 牧野由依（河合ほのか役）          | 15分22秒 | なし                                    | 青汁Z                    | [ 注 8 ]                                       |
| 10   | 2009年9月11日 | 若林悠紀（サンライズ広報担当者）  | 15分27秒 | 若林                                    | 青汁+センブリ茶          | [ 注 9 ]                                       |